# Mott the Hoople (album)
Mott the Hoople je studiové album stejnojmenné skupiny z roku 1969 (v USA 1970). Album produkoval Guy Stevens. Album obsahuje i skladbu "You Really Got Me" od The Kinks.

## Seznam skladeb
1. "You Really Got Me" (Ray Davies) 2.55
2. "At the Crossroads" (Doug Sahm) 5.33
3. "Laugh At Me" (Sonny Bono) 6.32
4. "Backsliding Fearlessly" (Ian Hunter) 3.47
5. "Rock and Roll Queen" (Mick Ralphs) 5.10
6. "Rabbit Foot and Toby Time" (Mick Ralphs) 2.04
7. "Half Moon Bay" (Mick Ralphs, Ian Hunter) 10.38
8. "Wrath and Wroll" (Guy Stevens) 1.49

### Bonusy v roce 2003
1. "Ohio" (Neil Young) 4.26
2. "Find Your Way" (Mick Ralphs) 3.30

## Sestava
- Ian Hunter - sólový zpěv, piáno
- Pete "Overend" Watts - baskytara
- Mick Ralphs - sólová kytara, zpěv
- Verden Allen - varhany
- Dale Griffin - bicí